# 紀元二千六百年 始政三十周年記念 朝鮮大博覧会
紀元二千六百年 始政三十周年記念 朝鮮大博覧会（きげんにせんろっぴゃくねん しせいさんじっしゅうねんきねん ちょうせんだいはくらんかい、朝鮮語：기원이천육백년 시정삼십주년기념 조선대박람회）は、1940年（昭和15年）、京城府（現ソウル特別市）で開催された博覧会である。
1910年の韓国併合を「始政」としてその30周年と、神武天皇即位紀元2600年とを記念した。日本統治時代の朝鮮の博覧会としては、1915年の始政五年記念朝鮮物産共進会、1929年の朝鮮博覧会に続く大規模なものであった。
当時の絵はがきによれば、会期は9月1日から10月20日まで、会場は東京城駅（現清凉里駅）前、主催京城日報社で、後援に朝鮮総督府・朝鮮軍司令部・鎮海要海部が名を連ねている。